# Антёй
Антёй (фр. Antheuil) — коммуна во Франции, находится в регионе Бургундия. Департамент коммуны — Кот-д’Ор. Входит в состав кантона Блиньи-сюр-Уш. Округ коммуны — Бон.
Код INSEE коммуны — 21014.

## Население
Население коммуны на 2010 год составляло 65 человек.
| 1962 | 1968 | 1975 | 1982 | 1990 | 1999 | 2010 |
| ---- | ---- | ---- | ---- | ---- | ---- | ---- |
| 63   | 51   | 44   | 46   | 53   | 65   | 65   |

## Экономика
В 2010 году среди 43 человек трудоспособного возраста (15—64 лет) 30 были экономически активными, 13 — неактивными (показатель активности — 69,8 %, в 1999 году было 65,8 %). Из 30 активных жителей работали 30 человек (13 мужчин и 17 женщин), безработных не было. Среди 13 неактивных 3 человека были учениками или студентами, 9 — пенсионерами, 1 был неактивным по другим причинам.